# Socialdemocracia del Reino de Polonia y Lituania
Socialdemocracia del Reino de Polonia (en polaco: Socjaldemokracja Królestwa Polskiego; SDKP), también traducido al español como Partido Socialdemócrata del Reino de Polonia, fue un partido político polaco de ideología socialista creado en 1893 por Rosa Luxemburgo y otros líderes en el denominado Reino de Polonia existente dentro del Imperio ruso. En 1900 se amplió con la incorporación de un sector liderado por Feliks Dzierzynski y pasó a denominarse Socialdemocracia del Reino de Polonia y Lituania (en polaco: Socjaldemokracja Królestwa Polskiego i Litwy; SDKPiL; en lituano: Lenkijos karalystės ir Lietuvos socialdemokratija; LKLSD), también denominado en español Partido Socialdemócrata del Reino de Polonia y Lituania.
Se caracterizó por mantener una posición contraria al nacionalismo polaco, lo que hizo disminuir sus apoyos. Al final de la Gran Guerra intentó sin éxito crear una república popular polaca. En 1918 se unió al Partido Socialista Polaco-Izquierda para formar el nuevo Partido Comunista de los Trabajadores de Polonia.

## Creación y evolución
En 1892, un grupo de exiliados había fundado en París el Partido Socialista de Polonia (PSP), que intentaba conjugar socialismo e independentismo polaco. Pero un sector de los socialistas polacos encabezado por Rosa Luxemburgo rechazaba el nacionalismo por considerarlo contrario al internacionalismo socialista. En 1893, este sector fundó la Socialdemocracia del Reino de Polonia (SDKP). Su objetivo inmediato era obtener una constitución liberal en el Imperio ruso, negando la independencia de Polonia de forma expresa. De esta manera se dividió el socialismo polaco hasta la Gran Guerra.
En 1900, el partido se amplió gracias a la incorporación de un grupo liderado por Feliks Dzierzynski, procedente de una familia noble de Lituania, y pasó a denominarse Socialdemocracia del Reino de Polonia y Lituania (SDKPiL). Pese a ser inferior en militancia, el partido rivalizó constantemente con el PSP y se estima que tenía unos 30.000 afiliados en 1906.
En 1911, el SDKPiL se dividió en dos grupos por razones poco claras. En uno estaban Luxemburgo, Leo Jogiches, Julian Marchlewski y Dzierzynski. En el otro, Yakov Hanecki, Karl Radek y los hermanos Stein. Ambas fracciones se reunificaron posteriormente.

## Guerra y revolución

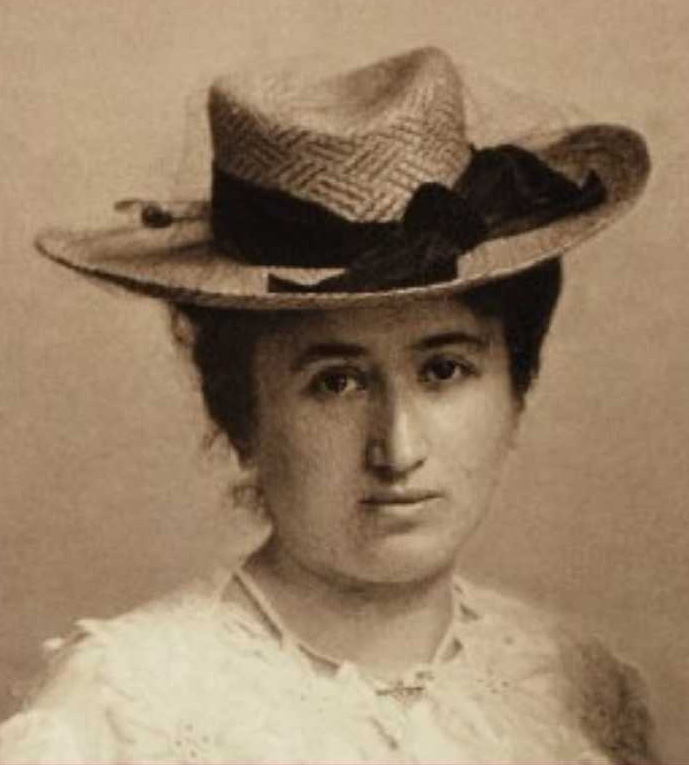
Rosa Luxemburgo fue una de las fundadoras del partido.

En 1917, durante la Gran Guerra, se produjo la llegada de los bolcheviques al poder en Rusia. En 1918 se produjo el colapso del Imperio austrohúngaro y, posteriormente, del Imperio alemán, donde también estalló una revolución. De esta forma, las tres potencias que se habían repartido Polonia en el siglo XVIII se encontraban derrotadas y en trance de desaparición. Los nacionalistas polacos aprovecharon la oportunidad y Jozef Pilsudski fue nombrado jefe del Estado en Varsovia.
Pero los indeterminados territorios polacos estaban quebrantados por la guerra; la industria estaba colapsada; los trabajadores, desempleados; la producción agraria, hundida; la población, hambrienta; el Ejército Rojo avanzaba hacia el oeste al retirarse el vencido ejército alemán y en numerosas ciudades industriales se habían formado consejos de trabajadores que habían ocupado el vacío de poder dejado por los germanos. El SDKPiL seguía oponiéndose a la independencia y esperando la extensión de la revolución. Junto con sus aliados izquierdistas del Partido Socialista Polaco–Izquierda y el Partido Campesino–Liberación, participó en la creación de los consejos obreros y de un «gobierno popular» con sede en Lublin. Sin embargo, Pilsudski, con el apoyo del Partido Socialista Polaco y el Partido Campesino Piast, consiguió imponer su gobierno en pocos días.
En diciembre de 1918 el SDKPiL se fusionó con sus aliados del PPS-Izquierda para formar el nuevo Partido Comunista de los Trabajadores de Polonia.